# Olga Preobrajénskaia
Olga Preobrajénskaia   (Moscou, 24 de juliol de 1881 - Moscou, 31 d'octubre de 1971) va ser una actriu i directora de cinema soviètica durant l'imperi rus, una de les primeres directores de cinema femenines. És més famosa per haver dirigit la pel·lícula Babi Riazanskie (lit. Dones de Riazan, 1927).
Olga Ivànovna Preobrajénskaia va néixer el 24 de juliol de 1881 a Moscou. El 1901–1904 va estudiar a l'escola d'actor del Teatre d'Art de Moscou. Des de 1905 va treballar a teatres de Poltava, Tbilisi, Riga, Odessa, Voronezh i Moscou.
El 1913 va debutar com a actriu de cinema a The Keys to Happiness, dirigida per Vladimir Gardin i Iàkov Protazànov i va passar a protagonitzar diverses adaptacions molt populars dels clàssics russos, com Voinà i mir (lit. Guerra i pau) i Nakanune (lit. La vigília) (ambdues el 1915). Preobrajénskaia va ser una de les fundadores de l'escola d'interpretació de l'Institut Pansoviètic de Cinematografia (VGIK), on va impartir classes entre 1918 i 1925, va tenir entre els seus alumnes a Vladimir Skouratoff.

## Filmografia

### Com a actriu
- The Keys to Happiness (Ключи счастья) (1913)
- Dionysus' Anger (Гнев Диониса) (1914)
- A Nest of Gentlefolk (Дворянское гнездо) (1914)
- Mask of Death (Маска смерти) (1914)
- War and Peace (Война и мир) (1915)
- The Garnet Bracelet (Гранатовый браслет) (1915)
- On the Eve (Накануне) (1915)
- Peterburg Slums (Петербургские трущобы) (1915)
- Plebeian (Плебей) (1915)
- Privalov's Millions (Приваловские миллионы) (1915)
- The Great Passion (Великая страсть) (1916)
- Deep Pool (Омут) (1916)
- Whose Guilt? (Чья вина?) (1916)
- The Iron Heel (Железная пята) (1919)
- The Landowner (Помещик) (1923)
- Locksmith and Chancellor (Слесарь и канцлер) (1924)

## Com a directora
- Miss Peasant (Барышня - крестьянка) (1916); co-dirida amb Vladimir Gardin
- Victoria (Виктория) (1917)
- Tale of Priest Pankrat (Сказка о попе Панкрате) (1918)
- The Landowner (Помещик) (1923)
- Fedka's truth (Федькина правда) (1925)
- Kashtanka (Каштанка) (1926)
- Anne (Аня) (1927)
- Women of Ryazan (Бабы рязанские) (1927)
- A Town Full of Light (Светлый город) (1928); co-dirigida amb Ivan Pravov
- The Last Attraction (Последний аттракцион) (1929); co-dirigida amb Ivan Pravov
- And Quiet Flows the Don (Тихий Дон) (1930); co-dirigida amb Ivan Pravov
- Paths of Enemies (Вражьи тропы) (1935); co-dirigida amb Ivan Pravov
- Stepan Razin (Степан Разин) (1939); co-dirigida amab Ivan Pravov
- Lad from Taiga (Парень из тайги) (1941); co-dirigida amb Ivan Pravov